# Colunga
Colunga ist ein Ort im Osten der spanischen Provinz Asturien. Es ist Hauptort der gleichnamigen Gemeinde und liegt direkt an der Kantabrischen See. Der Jakobsweg (Camino del Norte) verläuft durch die Stadt.

## Geschichte
Funde in den Höhlen von Obaya belegen eine Besiedlung bereits in der Alt Steinzeit. Im Bezirk gibt es einige Hügel (z. B. bei: La Riera, La Isla und Villeda), die bereits vor den Römern bewohnt wurden. Der bekannteste ist sicherlich El Castiellu bei La Riera mit seinem in Terrassen gebauten Verteidigungssystem, die miteinander durch eine Reihe von Rampen verbunden sind. Von seiner Spitze kann ein weiter Horizont überwacht werden. Im Mittelalter sind die Kirchen Sta. María de Libardón, Santiago de Gobiendes und Sta. María de Tuna entstanden. Die heutige Stadt wurde durch den lokalen Adel verwaltet. König Alfons X. verlieh der Stadt offiziell die Stadtrechte.

## Wirtschaft
Colungas Hafen und die dazugehörige Fischwirtschaft zählen zu den wichtigsten in Asturien. Einen hohen Stellenwert haben die Land- und speziell die Forstwirtschaft. Berühmt sind die großen Apfelplantagen. Seit einigen Jahren ist auch der Tourismus im Wachstum begriffen.
| TOTAL | 1.230 | 100   |
| Ackerbau, Viehzucht und Fischerei                                                                              | 254   | 20,65 |
| Industrie | 109   | 08,86 |
| Bauwirtschaft                                                                                                  | 101   | 08,21 |
| Dienstleistungsbetriebe                                                                                        | 766   | 62,28 |
| * Daten aus dem Statistischen Amt für Wirtschaftliche Entwicklung in Asturien, Stand 2009 (PDF; 113 kB), SADEI |       |       |

## Bevölkerungsentwicklung
|  |

Quelle:

## Politik
Die 11 Sitze des Gemeinderates werden alle 4 Jahre gewählt und sind wie folgt unterteilt:
| Partei                      | 1979 | 1983 | 1987 | 1991 | 1995 | 1999 | 2003 | 2007 | 2011 | 2015 |
| PSOE                        |      | 4    | 4    | 3    | 5    | 3    | 4    | 6    | 6    | 6    |
| CD / AP / PP                | 4    | 4    | 5    | 7    | 6    | 6    | 4    | 5    | 3    | 4    |
| FAC                         |      |      |      |      |      |      |      |      | 2    | 1    |
| PCE / IU-BA / IU-Los Verdes |      |      | 2    | 1    |      | 1    | 1    |      |      |      |
| UCD / CDS                   | 6    | 5    | 2    |      |      |      | 2    |      |      |      |
| AIC                         |      |      |      | 2    |      |      |      |      |      |      |
| ECO                         |      |      |      |      | 2    |      |      |      |      |      |
| URAS / URAS-PAS             |      |      |      |      |      | 1    |      |      |      |      |
| Independientes              | 3    |      |      |      |      |      |      |      |      |      |
| Total                       | 13   | 13   | 13   | 13   | 13   | 11   | 11   | 11   | 11   | 11   |

## Sehenswürdigkeiten
- romanische Kirche Santiago de Gobiendes in Gobiendes.
- Höhlen von Obaya (Cuevas de Obaya)
- viele Landhäuser und Burgen in und um die Stadt
- Museo del Jurásico de Asturias

## Feste und Feiern
- 3. Samstag im August - in Majada de Espineres - Festival des Asturischen Pferdes
- 2. Sonntag im Juli - Lastres - Prozession der Fischer
- Anfang Dezember - Colunga -das berühmte Bohnenfestival
- auf der Webseite sind alle Termine auch in Englisch eingetragen

## Am Jakobsweg
der Ort ist eine Station am Jakobsweg, dem Camino de la Costa. Im vier Kilometer entfernten La Isla gibt es die Pilgerherberge: Albergue de Peregrinos «La Isla» - La Colonia, s/n - 33341-La Isla (Colunga) die über 18 Plätze verfügt.
Telefonnummer der Gemeindeverwaltung 985-85.60.00

## Parroquias
Die Gemeinde Colunga ist in 13 Parroquias unterteilt:
| - Carrandi - Colunga - Gobiendes - La Isla - La Llera | - La Riera - Lastres - Libardón - Lue | - Pernús - Pivierda - Sales - San Juan de Duz |

## Söhne und Töchter der Stadt
- Javier Villa spanischer Rennfahrer